# Флейтовые птицы (род)
Флейтовые птицы, или птицы-мясники (лат. Cracticus), — род птиц из семейства ласточковых сорокопутов. Распространены в Австралии, на Новой Гвинее и некоторых близлежащих островах. Родовое название  происходит от др.-греч. κρακτικός — «шумный» или «крикливый».

## Описание
Это крупные певчие птицы, достигающие 30—40 см в длину. Окраска оперения варьируется у разных видов от контрастного сочетание чёрных и белых цветов до преимущественно чёрной, иногда в окраске некоторых частей присутствует серый цвет. У всех представителей рода большой прямой клюв с характерным крючком на конце надклювья, который используется для протыкания добычи. 

## Биология
Флейтовые птицы в основном питаются насекомыми, но также в состав рациона входят мелкие ящерицы и другие позвоночные, иногда фрукты. Аналогично сорокопутам, обитающих в Евразии и Африке, флейтовые птицы насаживают крупную добычу на палку, колючку или помещают в развилку ветки, расщелину и т.п. для разделки или хранения.
Гнездо размещается высоко на дереве в развилке ветки. В кладке от двух до пяти яиц, причём у видов, обитающих на более открытой местности, размеры кладки больше. У большинства видов наблюдается кооперативное размножение, когда молодые птицы длительное время не расселяются на другие территории, а остаются рядом с родителями до взросления и принимают участие в выкармливании птенцов и слётков.

## Классификация
В состав рода включают 6 видов:
| Изображение | Русское название        | Научное название             | Распространение                                 |
| ----------- | ----------------------- | ---------------------------- | ----------------------------------------------- |
|             | Cracticus torquatus     | Сероспинная флейтовая птица  | Австралия                                       |
|             | Cracticus argenteus     |                              | Австралия                                       |
|             | Cracticus cassicus      | Черноголовая флейтовая птица | Новая Гвинея и близлежащие острова              |
|             | Cracticus louisiadensis | Серая флейтовая птица        | остров Ванатинаи                                |
|             | Cracticus mentalis      | Черноспинная флейтовая птица | южная часть Новой Гвинеи и полуостров Кейп-Йорк |
|             | Cracticus nigrogularis  | Сорочья флейтовая птица      | Австралия                                       |